# Chimillas (kommunhuvudort)
Chimillas är en kommunhuvudort i Spanien.   Den ligger i provinsen Provincia de Huesca och regionen Aragonien, i den nordöstra delen av landet, 300 km nordost om huvudstaden Madrid. Chimillas ligger 522 meter över havet och antalet invånare är 310.
Terrängen runt Chimillas är platt åt sydväst, men åt nordost är den kuperad. Terrängen runt Chimillas sluttar söderut.Runt Chimillas är det tätbefolkat, med 266 invånare per kvadratkilometer. Närmaste större samhälle är Huesca, 5,2 km sydost om Chimillas. Trakten runt Chimillas består till största delen av jordbruksmark.